# 沼尾マキエ
沼尾 マキエ（ぬまお まきえ、1973年4月15日 - ）は、日本の元女子プロレスラー。

## 経歴・戦歴
- プロレスラーになる前は自衛隊に所属していたという異色の持ち主で、後にプロレスに目覚めてGAEA JAPANのプロテストを受けて見事に合格し、プロレスラーとしての第一歩を歩み始める。

1995年
- 7月29日、東京・後楽園ホールにおいて、対永島千佳世戦でデビュー。

1999年
- 引退。4年間に渡るプロレス活動にピリオドを打った。

## 得意技
- リバースDDT
- ダブルアームスープレックス
- 各種キック